# Gornje Laze
Górnje Láze je naselje v Sloveniji.